# Drapelul Chile

Drapelul național al Republicii Chile, cunoscut sub numele de Steaua solitară, 2 a fost adoptat oficial la 18 octombrie 1817. Este împărțit în două dungi orizontale: cea superioară este o treime albastru turcoaz și două treimi alb, în timp ce cea inferioară este roșie ; în colțul albastru se află o stea albă cu cinci colțuri.4
Drapelul național al Republicii Chile este cunoscut sub numele de „La Estrella Solitaria” („Steaua solitară”), denumire ce reflectă importanța stelei albe cu cinci colțuri plasate în colțul albastru. Aceasta simbolizează ghidarea și onoarea, dar și statutul de stat unitar al națiunii chiliene.
Culorile drapelului au următoarele semnificații tradiționale:
- Albastrul reprezintă cerul și Oceanul Pacific, care mărginesc țara la vest.
- Albul simbolizează zăpada eternă de pe Anzi, lanțul muntos ce străbate țara de la nord la sud.
- Roșul amintește de sângele vărsat de patrioți în lupta pentru independență față de Spania.

Designul actual al steagului a fost inspirat parțial din drapelul Statelor Unite, dar cu elemente proprii și unice legate de identitatea sud-americană a statului Chile. Steaua albă din cantonul albastru este similară simbolurilor folosite de poporul Mapuche, grup indigen din Chile, ceea ce unii istorici consideră a fi o referință simbolică la cultura indigenă.
1. ↑  Ministerios de Relationes Exteriores. „Ministerios de Relationes Exteriores”. Ministerios de Relationes Exteriores. Accesat în 18 iunie 2025.